# Переводное
Переводное (укр. Перевідне; до 2024 года — Першотравневое) — село,
Сасиновский сельский совет,
Лубенский район,
Полтавская область,
Украина.
Код КОАТУУ — 5323884905. Население по переписи 2001 года составляло 158 человек.

## Географическое положение
Село Першотравневое находится на правом берегу реки Перевод,
выше по течению на расстоянии в 0,5 км расположено село Сасиновка,
ниже по течению на расстоянии в 2 км расположено село Калинов Мост,
на противоположном берегу — село Меченки.
Рядом проходит железная дорога, станция Сасиновка.

## История
- 1960 — дата основания.
- 2007 — посёлку Першотравневое присвоен статус село.

## Происхождение названия
Посёлок назван в честь праздника весны и труда Первомая, отмечаемого в различных странах 1 мая; в СССР он назывался Международным днём солидарности трудящихся.
На территории Украиской ССР имелись 50 населённых населённых пунктов с названием Першотравневое и 27 — с названием Первомайское, из которых до тридцати находились в 1930-х годах в тогдашней Харьковской области, куда входила ранее территория будущего посёлка.